# Hardee’s
Pour les articles homonymes, voir Hardee.
Hardee's est une franchise américaine de fast-food qui a débuté dans les années 1960. Elle est implantée principalement dans les états du Midwest des États-Unis. Les restaurants vendent tranches de poulet, frites et hamburgers. Wilbur Hardee (mort en 2008) a été le fondateur de Hardee's.

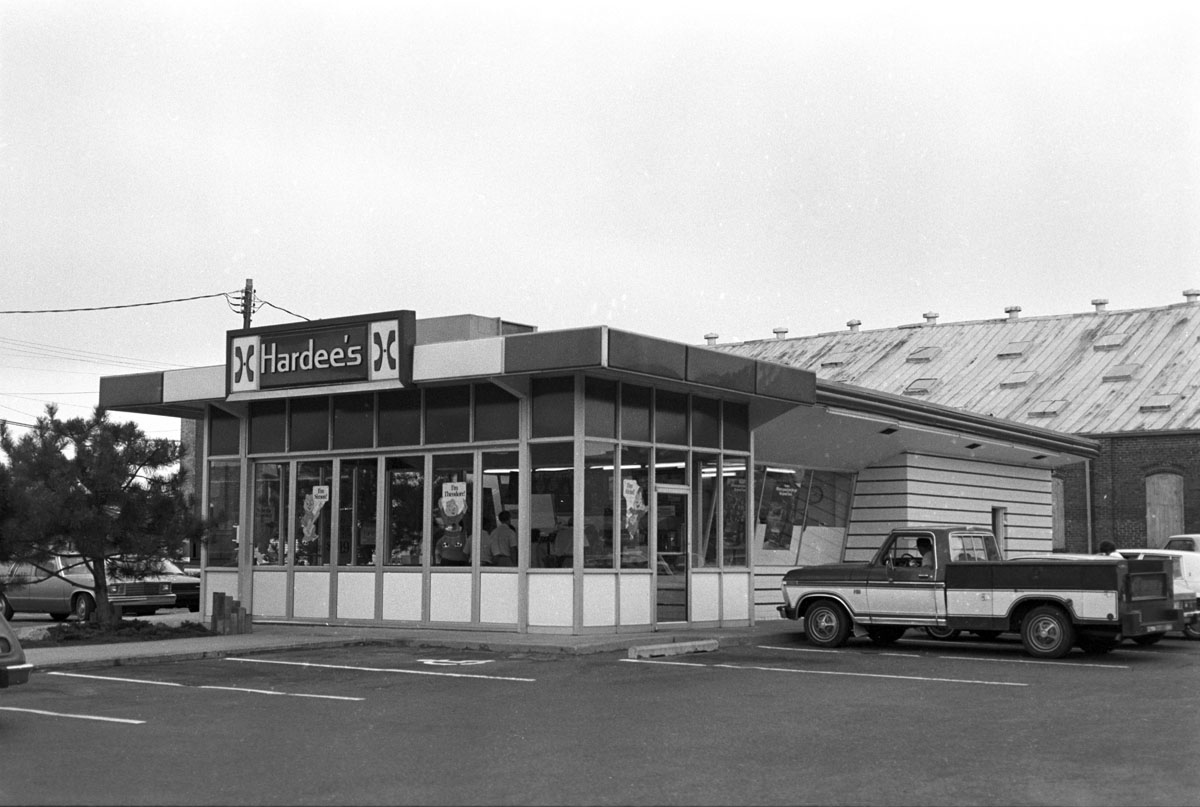
Une des franchises de Hardee's dans les années 1980
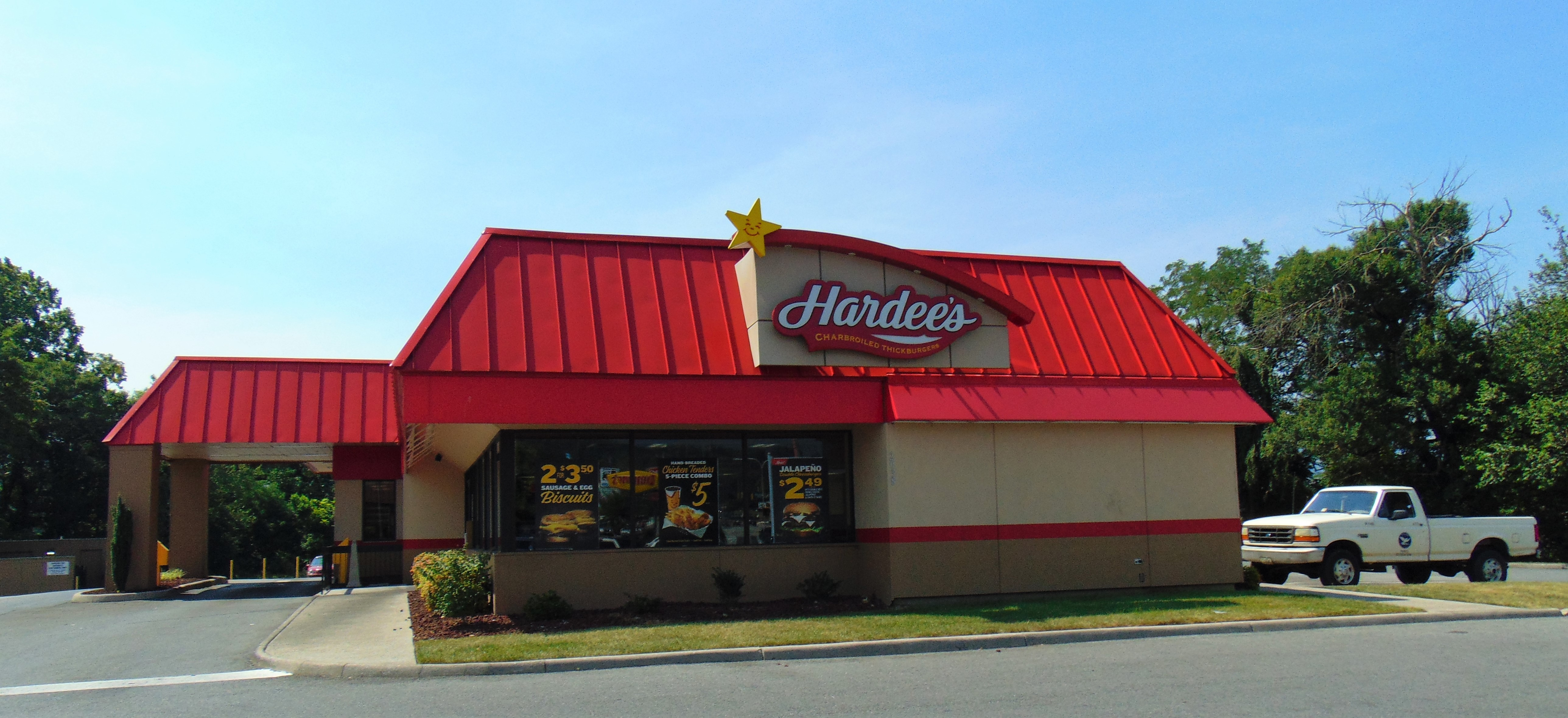
Une franchise en Virginie
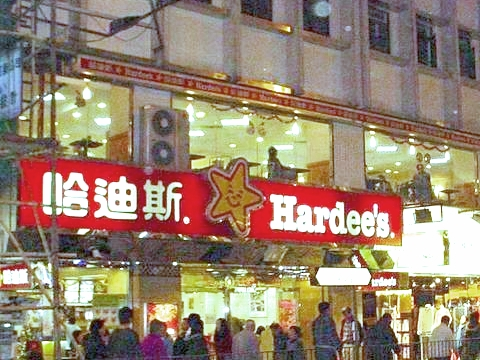
Hardee's à Hong Kong